# Jacques des Gachons
Pour les articles homonymes, voir Gachons.
Jacques des Gachons, né à Torcé-en-Vallée (Sarthe) le 31 janvier 1868 et mort le 26 février 1945 à Versailles, est un écrivain français, auteur de romans populaires et d'ouvrages consacrés au Berry.

## Biographie
Jacques Stéphane Marcel Peyrot des Gachons est le fils de Jacques Peyrot des Gachons, percepteur, et l'aîné de quatre garçons. Ses frères sont éditeur (Louis-Didier des Gachons), peintre imagier (André des Gachons) et romancier (Pierre des Gachons, sous le nom de plume de Pierre de Querlon). Jacques et Pierre des Gachons étaient liés d'amitié avec l'écrivain René Boylesve. Après des études secondaires à Châteauroux, Jacques des Gachons devient journaliste puis auteur de romans populaires. Très attaché à son Berry familial, il écrit quelques romans régionaux. Ami de l’Abbé Jacob, il fréquente le cénacle des Epingués à Verneuil où se retrouvent Gabriel Nigond et Fernand Maillaud.
Il est le secrétaire général de la revue L'Ermitage entre 1898 et 1902, sous la direction d'Édouard Ducoté.
Il fonde le mensuel L'Album des légendes en 1894, qui devient Le Livre des légendes l'année suivante, accueillant de nombreuses plumes et dessinateurs. Il poursuit cette publication sous le nom de L'Hémicycle de 1900 à 1902 durant 29 livraisons.
En 1901, il est admis à la Société des Gens de Lettres. 
Il est aussi le rédacteur en chef depuis sa fondation, le 15 février 1905, jusqu'en 1923, du magazine encyclopédique mensuel Je sais tout.

## Distinctions
- Chevalier de la Légion d'honneur (1927). Il est fait chevalier de la Légion d'honneur par décret du 29 janvier 1927.

L'Académie française lui décerne le prix Montyon en 1905 et 1911, le prix Capuran en 1914, le prix Calmann-Lévy en 1922 et le prix d'Académie en 1933.

## Œuvres

### Romans
- avec André des Gachons, Le Prince naïf, Paris, E. Girard, 1894, 54 p., In-12 (BNF 30330895)
- Petit Voyage de Grèce  (ill. Andhré Des Gachons), Paris, P. Ollendorff, avril 1896, 74 p., In-16 (BNF 36563904)
- N’y touchez pas, Paris, Société française d'imprimerie et de librairie, 1899, 228 p., In-8 (BNF 30330892)
- Mon amie, souvenirs d’un bon jeune homme, Paris, F. Juven, 1901, XII-310 p., 15,5 cm x 20 cm (BNF 30330891), réédité à plusieurs reprises
- Notre Bonheur, Paris, F. Juven, 1902, 315 p., In-16 (BNF 30330893)
- La Châtelaine  (roman tiré de la pièce d'Alfred Capus), Paris, F. Juven, 1903, 294 p., In-16 (BNF 41638874)
- La Maison des dames Renoir, Paris, Albert Fontemoing, coll. « Minerva », 1904, VIII-294 p., In-8 (BNF 30330889), réédité à plusieurs reprises, en particulier en 1932 dans la collection Nelson, no 338
- Rose, ou la Fiancée de province. suivi de Les Deux Aumônes…  (ill. Jeanne Chapuis), Paris, C. Delagrave, 1905, 267 p., In-12 (BNF 30330899)
- Le Ballon fantôme  (ill. Albert Robida), Tours, A. Mame et fils, 1909, 143 p., In-4° (BNF 32021730)
- Le Mauvais Pas, Paris, Henri Gautier, 1906, 318 p. (BNF 41638874), réédité en 1922 chez Plon-Nourrit et Cie, coll. « La Liseuse » (no 11)
- Le Roman de la vingtième année, Paris, Le Monde illustré, 1907, 300 p., In-16 (BNF 30330898)
- Frivole  (ill. Georges Dutriac), Tours, A. Mame et fils, 1910, 224 p., In-4 (BNF F32021752), réédité plusieurs fois
- Le Chemin de sable, Paris, Plon-Nourrit et Cie, 1910, 291 p., 19 cm (BNF 32021737), ouvrage couronné par l'Académie française
- La Vallée bleue, Paris, Albert Fontemoing, 1913, 304 p., 19 cm (BNF 35215725). Ce roman a d'abord fait l'objet d'une publication en quatre parties dans la Revue des deux Mondes d'août à septembre 1912.
- Vivre la vie, Paris, Plon-Nourrit et Cie, 1913, 303 p., In-16 (BNF 32021788)
- Dans l'ombre de mes jours : journal d'une femme, Paris, Plon-Nourrit et Cie, 1914, 275 p., 19 cm (BNF 32021746) ; réédité en 1923 dans la Collection Stella, no 96.
- Comme une terre sans eau, Paris, Plon-Nourrit et Cie, 1915, 319 p., 19 cm (BNF 32021741); réédité en 1926 dans la Collection Stella, no 148 et en 1934 dans la Collection Nelson, no 368. Ce roman a d'abord fait l'objet d'une publication en quatre parties dans la Revue des deux Mondes de décembre 1914 et janvier 1915.
- Ma tante Anna, Paris, Ernest Flammarion, 1922, 285 p., 19 cm (BNF 32021767)
- Les Patins de Gargantua : roman d'aujourd'hui., Paris, Baudinière, 1924, 256 p., 19 cm (BNF 32021780). Ce roman a d'abord fait l'objet d'une publication en feuilleton dans le journal littéraire Le Gaulois du 19 octobre 1924 (no 17181) au 4 décembre 1924 (no 17227).
- Avec son temps, Paris, Ernest Flammarion, 1928, 247 p., 19 cm (BNF 32021729)
- Les Marmousets, Paris, Plon-Nourrit et Cie, coll. « La Liseuse » (no 92), 28 février 1929, 185 p., In-16 (BNF 32021771)
- Le Cœur sans tache, Paris, Plon-Nourrit et Cie, coll. « La Liseuse » (no 108), 3 juin 1930, 183 p., In-16 (BNF 32021740)

### Jardinage

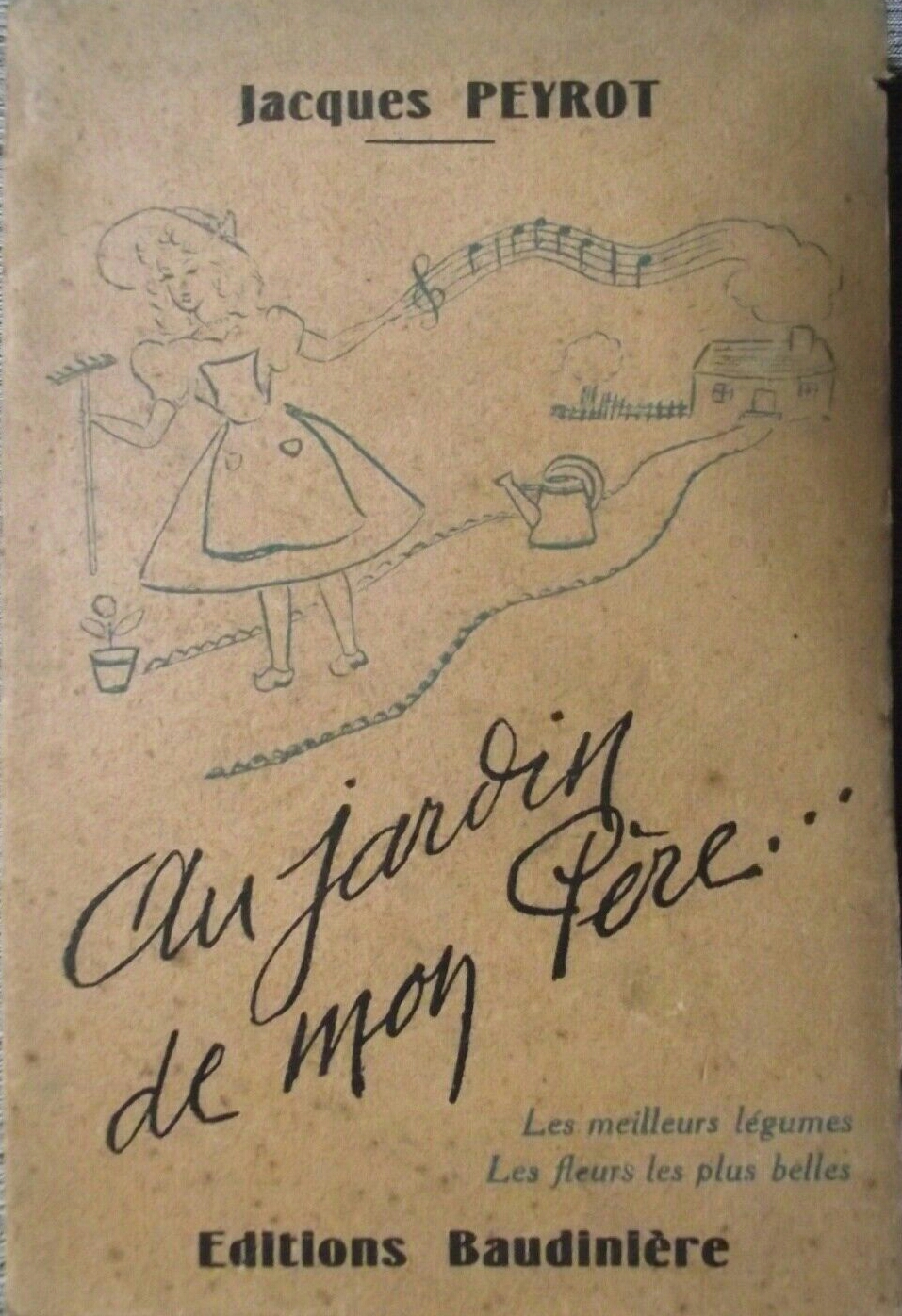
Au Jardin de mon père

- Au jardin de mon père..., Paris, Baudinière, 1943, 159 p., In-16 (BNF 32021728), sous le nom de Jacques Peyrot

### Théâtre
- Le Pape et l’Empereur, scène d’histoire  (préf. Henry Houssaye, ill. du frontispice de Georges-Antoine Rochegrosse), Paris, P. Ollendorff, 1899, 45 p., In-16 (BNF 30330894)
- La Dînette  (comédie en 1 acte, représentée pour la première fois au five o'clock du "Figaro" du 2 mai 1898), Paris, V. Villerelle, 1900, 36 p., In-16 (BNF 30330888)

### Ouvrages régionalistes
- Rhodène et Corusculus : légende du Berry  (ill. André des Gachons), Étampes, L.-D. des Gachons, coll. « Jalp », 1900, 39 p., In-16 (BNF 30330896)
- Monsieur Lancelot à l'abbaye de Saint-Cyran  (ill. Bernard Naudin), Paris, Charles Bosse, coll. « Petite bibliothèque brennouse » (no 6), 1927, 50 p., In-8°
- Une journée de George Sand : Le grand voyage de Mme Dudevant de son château de Nohant à sa maison de Gargilesse, suivi d'un hommage à George Sand, Châteauroux, Société d'Imprimerie, d'Édition et des Journaux du Berry, 1930, 91 p., 19 x 24 cm ; publié auparavant dans La Revue hebdomadaire du 5 juin 1926.
- Le Champ et le Jardin de Jacques Peyrot  (ill. des frontispices de Jacques Touchet), Paris, Les Éditions des Portiques, 4 mai 1932, 263 p., In-16 (BNF 32021736)
- Des icônes à la solitude : saint Jacques, ermite en Berry, Paris, Bloud & Gay, coll. « La Grande Aventure », 1935, 192 p., 19 cm (BNF 32021749)
- Le Berry  (ill. de couverture par André des Gachons), Grenoble, Benjamin Arthaud, coll. « Les Beaux Pays », 8 juin 1936, 193 p., In-8° (BNF 34100211), réédité à plusieurs reprises

### Préfaces
- Hector de Corlay (préf. Jacques des Gachons), Les Potiers de Verneuil : Notes d'un touriste berrichon, La Châtre, L. Montu, 1900, VII-56 p., In-16 (BNF 32021730)

### Ouvrages pour la jeunesse
- La Mare aux gosses : histoire d'hier et d'après-demain, Paris, Fontemoing et Cie, 1911, 336 p., 18,5 cm x 12 cm
- Histoires de bonnes et Bonnes Histoires  (préf. Marcel Prévost), Paris, Baudinière, coll. « Littérature et art français », 1924, 254 p., In-12
- Gens de France au labeur  (ill. Maximilien Vox), Paris, Aux beaux livres, 1925, 158 p., In-8° (BNF 32021756), prix Audiffret de l'Académie des sciences morales, réédité à plusieurs reprises
- Sur pieds : contes sur les petits des hommes  (ill. Andrée Sikorska), Paris, aux Éditeurs associés, les Éditions du Monde moderne, 1925, 128 p., 19 cm (BNF 32021786)
- Le Sourire et l'Aventure  (ill. Jean Routier), Paris, SPES, coll. « l'Arc-en-ciel » (no 12), 1930, 234 p., 19 cm (BNF 32021784)
- Des bêtes et quelques gens  (ill. Jean Routier), Paris, Joseph de Gigord, 1932, 170 p., 21 cm (BNF 32021748)
- Sur pattes : contes sur les petits des bêtes  (ill. Jacques Touchet), Paris, Nelson, coll. « Le Coin des enfants » (no 12), 24 janvier 1935, 96 p., In-16 (BNF 32021785)
- Contes pour Noël et pour les Rois  (ill. Jacques Touchet), Paris, Nelson, coll. « Le Coin des enfants » (no 16), 7 novembre 1936, 96 p., In-16 (BNF 32021745)
- Campagnat le mystérieux, Paris, Gedalge, coll. « Les Loisirs de la jeunesse », 1938, 255 p., 19 cm (BNF 32021735)
- Rirette... Gagnante !, Paris, Tallandier, coll. « Les Romans bleus / Nouvelle série » (no 34), 1938, 254 p., 17 cm (BNF 32021781)

### Traductions
- Arthur Quiller-Couch (trad. de l'anglais par Jacques des Gachons), L'Île au poison [« Poison Island »], Paris, Hachette, coll. « Bibliothèque verte / Nouvelle Bibliothèque d'éducation et de récréation », 1927, 256 p., In-16 (BNF 31164328)
- Ralph Delahaye Paine (trad. de l'anglais par Jacques des Gachons, préf. Jacques des Gachons), La Victoire imprévue, et cinq autres nouvelles[7], Paris, Le Monde illustré, 1910, 287 p., In-16 (BNF 31050986)